# دوقية بوميرانيا
كانت دوقية بوميرانيا دوقية تقع في منطقة بوميرانيا على الساحل الجنوبي لبحر البلطيق. كانت الدوقية تقع تحت حكم دوقات أسرة بوميرانيا (آل غريفن). ظلت الدولة قائمة أثناء العصور الوسطى خلال الفترات الممتدة من عام 1121 حتى عام 1160، ومن عام 1264 حتى عام 1295، ومن عام 1478 حتى عام 1531، ومن عام 1625 حتى عام 1637.
نشأت الدوقية من الأراضي الواقعة تحت حكم فارتيسلاف الأول، وهو دوق بوميراني سلافي. توسعت هذه الأراضي لتشمل كلًا من أراضي شلافيه وشتولب في عام 1317، وإمارة روغين في عام 1325، وأراضي لاونبورغ وبوتو في عام 1455. كذلك شملت خلال فترة العصور الوسطى العليا كلًا من المناطق الشمالية من نويمارك وأوكرمارك، بالإضافة إلى سيرتسيبانيا ومكلنبورغ-شتريليتز.
تأسست دوقية بوميرانيا كدولة تابعة لبولندا في عام 1121. وظلت على هذا الحال حتى تشرذم بولندا عقب وفاة الحاكم البولندي بوليسلاف الثالث في عام 1138. وبعدها حصل دوقات بوميرانيا على استقلالهم. وأضحوا في ما بعد تابعين لدوقية ساكسونيا خلال الفترة الممتدة من عام 1164 حتى عام 1181، ومن ثم للإمبراطورية الرومانية المقدسة خلال الفترة من عام 1181 حتى عام 1185، ومن بعدها للدنمارك من عام 1185 حتى عام 1227. وظلوا في نهاية المطاف تابعين للإمبراطورية الرومانية المقدسة بدءًا من عام 1227 (شمل ذلك فترات تبعيتهم لحكام مرغريفية براندنبورغ).
تولت مجموعة من دوقات آل غريفن حكم الدوقية بصورة مشتركة في معظم الأحيان، وهو ما أدى إلى ظهور انقسامات داخلية عدة. تقرر تقسيم الدوقية بين براندنبورغ-بروسيا والسويد عقب وفاة آخر دوقات آل غريفن خلال حرب الثلاثين عامًا في عام 1637. أصبح ملوك السويد وحكام مرغريفية براندنبورغ -الذين أضحوا ملوكًا لبروسيا في ما بعد- أعضاءً كدوقات بوميرانيا ضمن قائمة المشاركين في الرايخستاغ.

## لمحة تاريخية
بادرت كل من بولندا ودوقية ساكسونيا التابعة للإمبراطورية الرومانية المقدسة والدنمارك إلى اجتياح أراضي بوميرانيا بطرق مختلفة خلال القرن الثاني عشر، وأنهت الحقبة القبلية.

### أسرة بوميرانيا (آل غريفن)
كانت شتولب (سووبسك) وشلافيه (سوافنو) (أراضي شلافيه-شتولب) تقعان تحت حكم راتيبور الأول وأولئك المنحدرين من ذريته (الفرع الراتيبوري من آل غريفن البوميرانين) إلى حين فترة الاحتلال الدنماركي واندثار الفرع الراتيبوري في عام 1227.
كانت المناطق الممتدة من كولبرغ (كووبجك) وصولًا إلى شتيتن (شتشين) واقعة تحت حكم شقيق راتيبور المدعو فارتيسلاف الأول وأحفاده (أسرة بوميرانيا المعروفة أيضًا باسم آل غريفن، والتي كان فارتيسلاف أول سلف معروف لها) إلى حين ثلاثينيات القرن السابع عشر. شملت شروط الاستسلام المملاة عليهم بعد الفتح البولندي أن يقبل فارتيسلاف السيادة البولندية ويفرض على شعبه اعتناق المسيحية وأن يسدد للدوق البولندي إتاوة سنوية.

### بولندا
تمكن الدوق البولندي بوليسلاف الثالث من فتح معظم أراضي بوميرانيا من خلال الحملات العديدة التي شنها إبان الفترة الممتدة من عام 1102 حتى عام 1121.
شن بوليسلاف حملات عسكرية في منطقة نوتيش وبارسينتا خلال الفترة الممتدة من عام 1102 حتى عام 1109. كذلك كان قد سيطر على مقر الإقامة البوميراني الواقع في مدينة بياوغارد في عام 1102. بسط بوليسلاف سيطرته على منطقة بوميريليا بأكملها في الفترة الممتدة من عام 1112 حتى عام 1116. وسيطر على المنطقة الواقعة صوب نهر أودر خلال الفترة من عام 1119 حتى عام 1122. وظفر بمدينة شتشين في شتاء 1121-1122.
أسفر الفتح عن سقوط عدد كبير من القتلى وإلحاق الدمار بمناطق شاسعة من بوميرانيا. كذلك أجبر دوقات بوميرانيا على أن يغدوا توابع لملك بولندا بوليسلاف الثالث.
اضمحل تأثير بولندا خلال العقد التالي. قبِل بوليسلاف السيادة المطلقة للإمبراطور الروماني المقدس لوثير الثالث في عام 1135. وبالمقابل، استأثر بالأراضي البوميرانية التي ظفر بها، إلى جانب حصوله على إمارة روغين -التي لم تستسلم- كقطعة أرض إقطاعية في عام 1135. كذلك قبِل فارتيسلاف الأول سلطة الإمبراطور المطلقة عليه.
انتهت السيادة البولندية المطلقة عقب وفاة بوليسلاف الثالث وتشرذم بولندا في عام 1138، وهو ما أدى إلى دخول الإمبراطورية الرومانية المقدسة والدنمارك في منافسة للاستئثار على المنطقة.

### توسع فارتيسلاف الأول باتجاه الغرب
استطاع فارتيسلاف في تلك الأثناء بسط سيطرته على مساحات شاسعة من الأراضي الواقعة غربي نهر أودر، وهي المنطقة التي عاشت فيها قبائل اللوتيسي التي أصيبت بالضعف جراء الحروب السالفة. ضم فارتيسلاف هذه الأراضي إلى دوقية بوميرانيا. وكان بالفعل قد توسع صوب الغرب وصولًا إلى المناطق المجاورة لهور أودر ونهر بينه بحلول عام 1120. وكانت بلدة دمين وإمارة غوتسكو وبلدة فولغاست من أبرز المواقع التي فتحها خلال السنوات اللاحقة.
وقعت المرحلة الرئيسية للتوسع باتجاه الغرب نحو أراضي اللوتيسي خلال الفترة ما بين إرساليتي أوتو البامبرغي في عام 1124 وعام 1128. أصبحت كل من دمين ومقاطعة غوتسكو وفولغاست ملحقة بالأراضي الواقعة تحت حكم فارتيسلاف الأول بحلول عام 1128، غير أن الحروب ظلت مستمرة على قدم وساق. وزِع أسرى اللوتيسي ممن وقعوا في أغلال الأسر وما إلى ذلك من غنائم الحرب الأخرى من ماشية ومال ولباس على الظافرين بالحرب. امتدت رقعة دوقية فارتيسلاف، بعد الغزوات التي شنها الأخير على الأراضي اللوتيسية، في المنطقة ما بين خليج غرايفسفالد شمالًا، وسيرتسيبانيا بما في ذلك غوسترو (أوستروف) غربًا، وكووبجك شرقًا، ولعلها وصلت حتى نهري هافل وشبريه جنوبًا.
لم تقع هذه المكاسب تحت السيادة البولندية المطلقة؛ بل وضعت تحت السيادة المطلقة لمارغريف نوردمارك ألبرشت الدب والذي كان من ألد أعداء السلاف، وذلك بتوجيه صادر عن الإمبراطور الروماني المقدس لوثير الثالث. وبالتالي، أسهمت الأقاليم الغربية في منح فارتيسلاف قدر أكبر من الاستقلالية عن الدوقات البولنديين. لم يكن فارتيسلاف الشخص الوحيد الذي شن حملات عسكرية في تلك المناطق. إذ أرسل الدوق البولندي بوليسلاف الثالث بعثة إلى منطقة موريتز خلال شنه لحملته البوميرانية في الفترة من عام 1120 حتى عام 1121، وذلك قبل أن يعود أدراجه ويخضِع فارتيسلاف. بادر الإمبراطور الروماني المقدس اللاحق لوثير الثالث (الذي كان حينها دوق زبلنبرغ السكسوني لوثير الأول) إلى شن حملات ضخمة ضد قبائل اللوتيسي المحلية في عام 1114، والتي أفضت إلى هزيمتهم هزيمة ساحقة في عام 1228. كذلك تعرضت هذه الأراضي للغزو من قبل القوات الدنماركية لمرات عديدة. إذ لجأوا إلى استخدام نهري بينه وأوكر من أجل التقدم نحو الخط الرابط ما بين دمين وبازفالك. دخل البوميرانيون والسكسونيون والدنماركيون في أحلاف أو عداوات بين الحين والآخر. استطاع دوقات بوميرانيا توطيد سلطتهم إبان القرن الثاني عشر، غير أن الحروب السالفة عاثت فسادًا بهذه الأراضي.

### الدنمارك والإمبراطورية الرومانية المقدسة
شن أساقفة ودوقات الإمبراطورية الرومانية المقدسة عددًا من الحملات التي استهدفت بوميرانيا من جهة الغرب. كانت الحملة الصليبية الوندشية في عام 1147 ومعركة فيرشن في عام 1164 من أكثر هذه الأحداث أهمية من ناحية تأثيرها على مستقبل بوميرانيا؛ إذ أصبح دوق بوميرانيا على إثرها تابعًا لدوق سكسونيا هنري الأسد. بادر هنري إلى فرض حصار على بلدة دمين من جديد حين تحالف مع الدنماركيين في عام 1177، وذلك على الرغم من تبعيته سالفة الذكر. بيد أنه تصالح مع دوقات بوميرانيا بعد ذلك. أخذ الدوقات أرض دوقيتهم كإقطاع وهبهم إياه الإمبراطور الروماني المقدس بارباروسا في عام 1181. سافر دوق بوميرانيا بوغسواف الأول إلى معسكر بارباروسا في مدينة لوبيك، وتسلم منه الراية الإمبراطورية وحاز على لقب «دوق سلافينيا».